# Alice Reyes
Alice Reyes (Manilla, 14 oktober 1942) is een voormalig Filipijns danseres en choreografe. Ze werd in 2014 benoemd tot nationaal kunstenaar van de Filipijnen.

## Biografie
Alice Reyes werd geboren op 14 oktober 1942. Ze is de oudste van vijf kinderen van Adoracion Garcia en Ricardo Reyes. Haar beide ouders waren aan de University of the Philippines opgeleide musici. Moeder Adoracion was zanglerares en gaf onder meer les aan Imelda Romualdez. Vader Ricardo staat wel bekend als "Mr. Philippine Folk Dance". Na haar lagere- en middelbareschoolopleiding aan het Maryknoll College begon Alice als danseres bij Bayanihan Dance Company, waar ze samen met haar vader het land rond trok om dansvoorstellingen te geven. In de jaren zestig studeerde ze opnieuw aan Maryknoll College waar ze in 1964 haar Bachelor of Arts-diploma behaalde. Aansluitend studeerde ze in de Verenigde Staten, waar ze in 1969 haar Master-diploma dans behaalde aan het Sarah Lawrence College. Tevens volgde ze trainingen en opleidingen door prominente dansers en choreografen als Bessie Schoenberg, Hanya Holm, Alwin Nikolais, Murray Louis, Merce Cunningham, Henry Danton, Robert Joffrey.
Terug in de Filipijnen in 1969 vroeg ze Lucrecia Kasilag, de toenmalig artistiek directeur van het net geopende Cultural Center of the Philippines (CCP) of ze een dansvoorstelling mocht maken. Die stemde toe en regelde budget. De eerste moderne dansvoorstelling van Alice Reyes Modern Dance Company in 1970 in samenwerking met kunstenaars Ray Albano en Lee Aguinaldo werd een groot succes. Reyes besloot een aanbod om in de VS te gaan lesgeven aan Mount Holyoke College in Massachusetts naast zich neer te leggen en in de Filipijnen te blijven. Met hulp van Kaslig, Eddie Elejar en CCP-president Jaime Zobel de Ayala begon ze de CCP Dance Workshop Company, dat later werd hernoemd naar CCP Dance Company. Dit werd later Ballet Philippine (BP). Meer dan twintig jaar lang was ze de drijvende kracht achter Ballet philippines en had ze er de artistieke leiding. In die periode groeide BP uit tot de meest prestigieuze balletinstituut van de Filipijnen. In 1989 stopte ze bij Ballet Philippines. De artistieke leiding over Ballet Philippines werd in 1989 overgenomen door haar zus Edna Vida en later, in 1991 door haar andere zus Denisa Reyes.
Reyes ging na haar periode bij Ballet Philippines aan de slag als ontwerpster in de Verenigde Staten. Later begon ze haar eigen ontwerpbureau, genaamd Chrysara.
In 2014 werd Reyes door president Benigno Aquino III benoemd tot nationaal kunstenaar van de Filipijnen in de categorie dans.

## Privéleven
Alice Reyes was van 1972 tot 1982 getrouwd met de Amerikaan Richard Upton. Samen kregen ze twee kinderen, een jongen en een meisje. Nadien hertrouwde Reyes met de Amerikaan Theodore Van Dorn.